# エウア島
エウア島（ʻEua）は、トンガの島。面積87.44 km2、人口4,945人（2016年）。トンガの主島であるトンガタプ島から南東に40kmの地点にある。かつてはトンガタプ島とおなじトンガタプ地方に属していたが、エウア地方が分割され独自の地方となった。島の中心地は、港湾を持つオホヌア（'Ohonua）。

## 地理

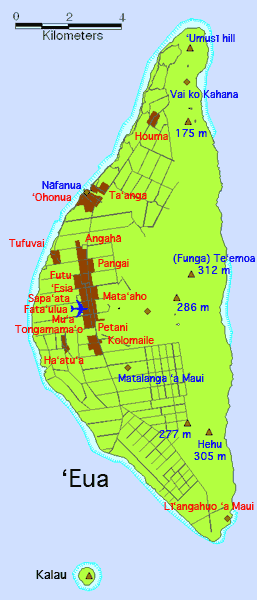
エウア島の地図

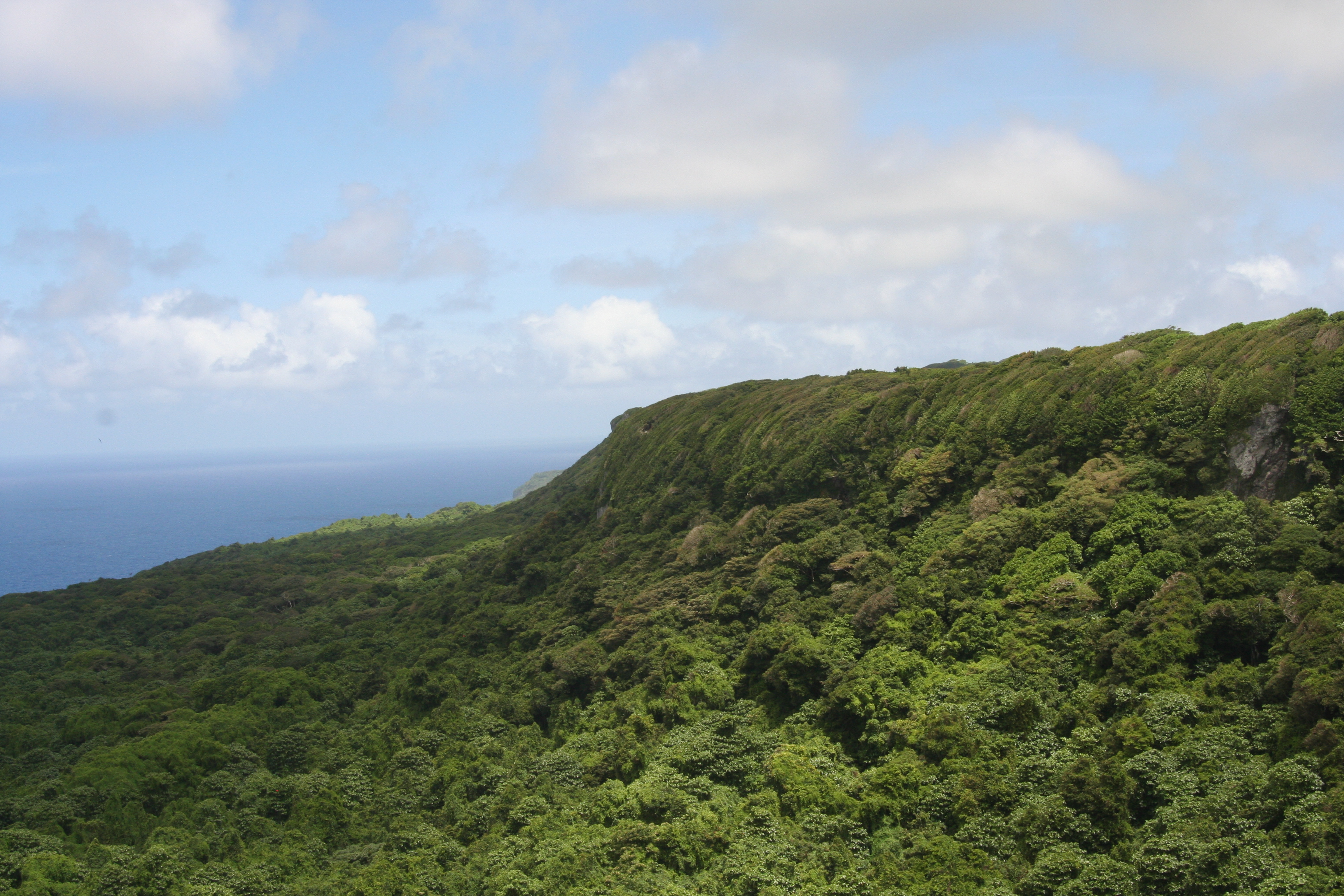
エウア国立公園

エウアは丘陵性の島であり、島内には低い丘陵が連なる。最高峰はテーモア山（312m）で、305mのバイアンギナ山が次ぐ。エウアは火山性の島ではないが、太平洋プレートの端に位置しており、わずか7km東には深いトンガ海溝がある。一方でエウアの土壌は火山性のものであり、これは一万年以上前の近隣の火山活動によって堆積したものである。エウア島内には巨大な穴や洞窟が多いが、その多くはいまだ探査されていない。エウア島にはトンガ国内唯一の川があり、同じく唯一の橋もある。この川は、この島唯一の港であり中心地でもあるオホヌア村近くに注ぐ。オホヌア村からツフバイにかけての海岸は海面近くにまでサンゴ礁が広がっており、小さな潮溜まりが多くある。
エウア島とアタ島はトンガ諸島ではじめてタンガロア神によって作られた島であるという伝承がある。
エウア島にある村のうち、旧来からのエウア島住民による村は北のホウマ、タアンガ、オホヌア、パンガイ、ツフバルである。ハアツアとコロマリエはアタ島からの移住者によって1863年に開かれ、アンガハ村はニウアフォオウ島からの移住者によって1946年に開かれた。
島内には、滑走路がサンゴでできているエウア空港がある。

## 歴史
エウア島がヨーロッパ人によってはじめて発見されたのは1643年1月21日で、アベル・タスマンによってトンガタプ島と同時に発見された。タスマンはこの島を彼の故国オランダのゼーラント州にある都市の名前をとり、ミデルブルグ島と名づけた。彼はエウア島には上陸せず、隣のトンガタプ島ヒヒフォに上陸してトンガタプ島をアムステルダム島と名づけた。ジェームズ・クックも1773年に来島している。